# Cratere Persbo
Persbo  è un cratere sulla superficie di Marte.